# Cudowne lato
Cudowne lato – polski film obyczajowy z 2011 roku w reżyserii Ryszarda Brylskiego.
Zdjęcia kręcono w dniach 18 czerwca-25 lipca 2009 roku w Kielcach, Łodzi, Tuszynie i Zgierzu.

## Obsada
- Helena Sujecka - „Kitka”
- Cezary Łukaszewicz - „Rudy”
- Antoni Pawlicki - Konrad Gadowski
- Marek Kasprzyk – Edgar Wolski
- Katarzyna Figura - Helena Wolska; wróżka Aurelia
- Bronisław Wrocławski - Gadowski, ojciec Konrada
- Jerzy Trela - dziadek „Kitki”
- Marcin Łuczak – „Mały”
- Jerzy Braszka - prowadzący galę „Necro Expo”
- Dariusz Basiński - właściciel fabryczki skarpet
- Grzegorz Stelmaszewski - Cygan
- Jadwiga Basińska - Marika
- Jacek Łuczak - Niko
- Aleksandra Bednarz - ekspedientka
- Mariusz Pilawski - fotograf
- Barbara Majewska - matka zmarłego